# Bye Bye Ríos
Bye Bye Ríos - Rock hasta el final es el cuarto álbum en directo del cantante español Miguel Ríos, editado por Ediciones El País, S.L. en 2010.
Se trata de un álbum en directo grabado durante la que supuso ser la gira de despedida de Miguel Ríos, y contó con varios invitados especiales como José Ignacio Lapido, Ana Belén, el dúo Amaral o Rosendo Mercado, entre otros.
El álbum, de 20 canciones, fue lanzado en formato disco-libro junto al diario El País, y recoge parte de los conciertos ofrecidos por Ríos en el Palacio Municipal de Deportes de Granada, los días 17 y 18 de septiembre de 2010.
11 años después de la publicación del álbum, el 23 de octubre de 2021, en la versión digital de Spotify del álbum, se incluyó la versión de estudio del último tema del directo, el sencillo Bye Bye Ríos.

## Lista de canciones
1. Los marginados del rock - 1:40
2. Memorias de la carretera - 4:11
3. Bienvenidos - 3:51
4. Generación límite - 3:50
5. Antinuclear - 3:45
6. Nueva ola - 3:12
7. En el ángulo muerto - con José Ignacio Lapido - 3:42
8. Vuelvo a Granada - 3:00
9. No estás sola - 3:43
10. El río - con Ana Belén - 3:53
11. El ruido de fondo - 4:42
12. Yo sólo soy un hombre - 3:50
13. Un caballo llamado muerte - con Gold Lake - 4:20
14. Al sur de Granada - con Amaral	- 4:33
15. Todo a pulmón - con Carlos Goñi - 3:47
16. Santa Lucía - con Carlos Tarque - 4:00
17. El blues del autobús - con Manolo García - 4:00
18. Rocanrol bumerang - con Pereza - 3:36
19. Maneras de vivir - con Rosendo Mercado	- 4:06
20. Bye Bye Ríos - 5:47
21. Bye Bye Ríos (Bonus Track) - Versión de estudio

## Músicos
- Miguel Ríos - voz
- Javier Schöendorff  - bajo
- Marcelo Novati - batería
- Toni Brunet – guitarras y coros
- José Nieto – guitarras y coros
- Luis Prado – teclados
- Rolfi Calahorrano – saxofón, teclados y percusión
- Raul Marques – trompeta, guitarras, percusión y coros